# Soğukpınar, Güce
Soğukpınar là một xã thuộc huyện Güce, tỉnh Giresun, Thổ Nhĩ Kỳ. Dân số thời điểm năm 2011 là 121 người.